# نسيج ليمفاوي شبكي
النسيج اليمفاوي الشبكي هو جزء من الجهاز المناعي عند الإنسان والذي به الجهاز الذي يحتوي على النسيج الشبكي الليمفاوي . يتواجد في  بعض أجزاء الجسم، مثل تحت الإبط، حول الأورطى، وفي الصدر والطحال. ويقوم النسيج الليمفاوي الشبكي بمساعدة في تكوين الجهاز اللمفي الذي يقوم بالدفاع عن الجسم ضد العدوى.